# Überlastbarkeit (Messtechnik)
Messgeräte, die für den Dauerbetrieb zugelassen sind, müssen bis zum oberen Messbereichsendwert betrieben werden können, ohne Schaden zu nehmen. Ist ein nicht schädigender Betrieb darüber hinaus möglich, so ist eine Überlastbarkeit gegeben. Für Messgeräte mit Skalenanzeige, die ein Klassenzeichen tragen, sind die Grenzen der Belastbarkeit in DIN EN 60051 festgelegt. Es werden zwei Arten von zulässigen Überlastungen festgelegt. Die nachfolgenden Einzelheiten beschränken sich auf Spannungs- und Strom-Messgeräte.

## Zulässige Dauerüberlastung
Die Eingangsgröße darf bei eingehaltenen Referenzbedingungen für die Dauer von 2 h den Messbereichsendwert um den Faktor 1,2 (oder additiv gesagt um 20 %) überschreiten. Nach dem Abschalten darf der Nullpunkt höchstens um 1 % der Skalenlänge verschoben sein. Nach Abkühlung auf Referenztemperatur muss das Messgerät seinen Genauigkeitsanforderungen entsprechen.

## Zulässige kurzzeitige Überlastung
Bei dieser Art Überlastung sind zwei Anforderungen zu erfüllen. In dieser vereinfachten Darstellung soll nur die Überlastung behandelt werden, auf die ein aufmerksamer Betreiber häufig noch reagieren kann: die einmalige Überlastung von 5 s Dauer. Die Angaben gelten aber nur für
- Geräte der Klasse 1 oder größer,
- Geräte ohne Gleichrichter.

Dann ist eine Überlastung zulässig
- bei Spannungsmessgeräten: bis Faktor 2 auf den Messbereichsendwert,
- bei Strommessgeräten: bis Faktor 10 auf den Messbereichsendwert.

Dabei wird berücksichtigt, dass die elektrischen Energiequellen üblicherweise eine konstante Spannung und eine variable, von der Last abhängige Stromstärke liefern, und dass eine falsche Erwartung bei Spannung nicht so leicht auftreten sollte wie bei Stromstärke. 
Als zweite Kurzzeit-Überlastbarkeit wird eine einige Male wiederholbare Überlastung von 0,5 s Dauer festgeschrieben. Anzahl, Höhe und zeitlicher Abstand sind für verschiedene Messgeräte unterschiedlich vorgegeben.
Von den Vorgaben der Norm darf abgewichen werden, wenn die Abweichung in der Gebrauchsanweisung angegeben wird und durch Skalenbeschriftung auf die Gebrauchsanweisung hingewiesen wird.